# Ouratea aromatica
Ouratea aromatica är en tvåhjärtbladig växtart som beskrevs av Macbride. Ouratea aromatica ingår i släktet Ouratea och familjen Ochnaceae. Inga underarter finns listade i Catalogue of Life.